# خان دربند
خان دربند (بالفارسية: کاروانسرای دربند) هو خان تاريخي يعود إلى عصر القاجاريون، ويقع على بُعد 48 كم من طريق راور إلى مشهد.